# Demopolis (Alabama)
Demopolis er en by i den vestlige del af staten Alabama i USA. Byen er den største by i det amerikanske county Marengo County. Den har et indbyggertal på 7.162 (2020) indbyggere.

## Ekstern henvisning
- Wikimedia Commons har flere filer relateret til Demopolis (Alabama)
- Officiel hjemmeside